# Gerbilliscus leucogaster
Gerbilliscus leucogaster är en däggdjursart som först beskrevs av Peters 1852.  Gerbilliscus leucogaster ingår i släktet Gerbilliscus och familjen råttdjur. Inga underarter finns listade i Catalogue of Life.

## Utseende
Arten blir 8,9 till 15,5 cm lång (huvud och bål), har en 12,0 till 17,5 cm lång svans och väger 32 till 114g. Bakfötterna är 2,4 till 3,8 cm långa och öronen är 1,8 till 2,6 cm stora. I motsats till andra släktmedlemmar i samma region har arten en svart längsgående linje på ryggens topp. Svansen är påfallande lång jämförd med andra kroppsdelar.
Pälsfärgen på ovansidan är rödbrun till ljus orangebrun med ganska mycket variation beroende på utbredning. Allmänt är populationer i östra delen av utbredningsområdet mörkast. Undersidan är täckt av vitaktig päls och dessutom förekommer vita märken vid munnen samt framför och ovanför ögonen. Djuret har mörkbruna öron. Den mörka strimman fortsätter på svansens ovansida och svansens undersida är vit. Några exemplar har en liten tofs vid svansens slut.

## Utbredning
Arten förekommer i södra Afrika från centrala Kongo-Kinshasa och Tanzania till centrala Sydafrika. Habitatet utgörs av gräsmarker och buskskogar.

## Ekologi
Denna gnagare äter olika växtdelar och insekter. När födan hämtas från jordbruksmark betraktas arten som skadedjur. Liksom hos andra ökenråttor skapas ett underjordiskt tunnelsystem. Fortplantningen är huvudsakligen kopplad till regntiden.
Vanligen lever ett par i boet och olika studier indikerar att bon från olika par kan vara ihopkopplade. Det centrala rummet i boet fodras med växtdelar. Förutom vanliga läten kommunicerar arten med ultraljud. Per kull föds 2 till 9 ungar och de största kullar förekommer under årets varma månader. Ungarna föds efter cirka 28 dagar dräktighet blinda, döva och nakna och de väger i början cirka 2,8 g. Ungarna har efter 5 till 6 dagar öppna öron, efter cirka 10 dagar är framtänderna synliga och ögonen öppnas 19 till 21 dagar efter födelsen. Honan slutar 18 till 28 dagar efter födelsen med digivning. Enligt en annan studie från 1979 går ungarnas utveckling snabbare.
Gnagaren är en värd för bakterien Yersinia pestis som kan orsaka pesten. Den kan även bära virus av släktet Orbivirus som hos hästar orsakar sjukdomen AHS (African horse sickness).